# Aboubacar Demba Camara
Pour le footballeur guinéen Aboubacar Demba Camara, voir Demba Camara.
Pour les articles homonymes, voir Camara.
Aboubacar Demba Camara (né en 1944 à Conakry et décédé le 4 avril 1973 à Dakar) fut le chanteur soliste du célèbre orchestre guinéen le Bembeya Jazz national durant 10 ans (1963-1973).
Sa famille est originaire de Saréya, petite gare près de Kouroussa. Son père Fodé Camara est ouvrier de l'Office des Chemins de Fer, dénommé à l'époque Conakry-Niger. Il obtient un diplôme d'ouvrier-ébéniste à la section manuelle de Kankan.  
Alors qu'il est bègue, en 1963, il se lance dans la musique et intègre le Bembeya Jazz. En 1964, l'orchestre remporte la médaille d'or du festival national de Conakry. Après un voyage en Cuba en 1965 pour la Conférence Tricontinentale, le Bembeya Jazz devient orchestre national en 1966.
Le 31 mars 1973, le taxi Peugeot 504, avec lequel il quitte l'aéroport de Dakar, fait une sortie de route. Demba Camara est éjecté lors du choc. Il souffre d'une hémorragie cérébrale et d'une compression de la cage thoracique. Son corps est ramené le 5 avril à Conakry et ses funérailles, le lendemain, sont suivies par plus de 100 000 personnes.
Aboubacar Demba Camara a notamment influencé Salif Keïta et le Super Rail Band.